# Titanomaquia (álbum)
Titanomaquia es el séptimo álbum de estudio de la banda de rock brasileña Titãs, lanzado en junio de 1993.

## Historia
Por primera vez, los Titãs lanzan un álbum sin su cofundador Arnaldo Antunes, quien anunció su salida en diciembre de 1992 y había escrito con la banda (que a su vez recurrió a créditos colectivos) tres temas para el nuevo álbum: "Disneylândia", "Hereditário" y "De Olhos Fechados". La masacre que la banda sufrió la crítica en el momento para Tudo ao Mesmo Tempo Agora fue recompensado con una fuerza aún más enfadado - pero esta vez con la producción y mezcla bien resueltos, la primera a cargo del estadounidense Jack Endino, conocido por haber guiado la producción minimalista del debut de Nirvana, Bleach.
Si no fue unánime en el momento de ser recibido por la prensa,Titanomaquia ha fracasado por completo en esta ocasión. Tenía buenas críticas en periódicos como Folha de São Paulo y O Globo. Refiriéndose a la opinión pública, los vendajes una vez más estuvieron a la altura de las expectativas de uno de los grupos más representativos del rock brasileño, pero los espectáculos eran todavía una necesidad aparte.
Los principales logros del trabajo eran "Será Que é Isso o que Eu Necessito?" (Cantada por Sergio) y "Nem Sempre se Pode ser Deus" (con la voz de Branco) cuyas letras dejó claro hasta qué punto el grupo desairado las palabras negativas de opinión. Además de éstos, "Hereditário" - vía única cantada por Nando, que no encontró la armonía con el disco como su relación con MPB y no consta de una sola pista en el CD - y "Taxidermia" (interpretado por Paulo) eran también singles y ha ganado vídeos musicales.

## Temas del álbum
Todas las letras escritas por Titãs., toda la música compuesta por Titãs. 
| N.º | Título                                               | Duración |  |
| 1.  | «Será Que é Isso o que Eu Necessito?»                | 2:49     |  |
| 2.  | «Nem Sempre se Pode ser Deus»                        | 2:20     |  |
| 3.  | «Disneylândia»                                       | 2:46     |  |
| 4.  | «Hereditário»                                        | 2:06     |  |
| 5.  | «Estados Alterados da Mente»                         | 3:42     |  |
| 6.  | «Agonizando»                                         | 3:35     |  |
| 7.  | «De Olhos Fechados»                                  | 2:11     |  |
| 8.  | «Fazer O Quê?»                                       | 3:27     |  |
| 9.  | «A Verdadeira Mary Poppins»                          | 2:18     |  |
| 10. | «Felizes São Os Peixes»                              | 2:13     |  |
| 11. | «Tempo pra Gastar»                                   | 3:45     |  |
| 12. | «Dissertação do Papa Sobre o Crime Seguido de Orgia» | 3:08     |  |
| 13. | «Taxidermia»                                         | 3:37     |  |

## Personal
- Branco Mello: voz en 2, 5, 10 y 12, coros
- Charles Gavin: batería y percusión
- Marcelo Fromer: guitarra rítmica y solista
- Nando Reis: bajo, voz en 4, coros
- Paulo Miklos: sampler, sintetizador, voz en 3, 7, 9 y 13, coros
- Sérgio Britto: mini-moog, órgano, voz en 1, 6, 8 y 11, coros
- Tony Belotto: guitarra solista y rítmica

### Participación especial
- Jack Endino: guitarra (acordes finales en 6, guitarra rítmica y realimentación en 3)

- Datos: Q7809877